# Amaxia semivitrea
Amaxia semivitrea là một loài bướm đêm thuộc phân họ Arctiinae, họ Erebidae.